# با هم (فیلم)
با هم (انگلیسی: Together) یک فیلم درام به کارگردانی لورنتسا ماتستی است که در سال ۱۹۶۵ منتشر شد. از بازیگران این فیلم می‌توان به ادواردو پائولوتسی و مایکل اندروز اشاره کرد.